# Joseph Birech
Joseph Kiptoo Birech (4 gennaio 1984) è un ex mezzofondista keniota.

## Palmarès
| Anno | Manifestazione          | Sede        | Evento        | Risultato | Prestazione | Note                          |
| ---- | ----------------------- | ----------- | ------------- | --------- | ----------- | ----------------------------- |
| 2007 | Giochi Panafricani      | Algeri      | 10000 m piani | 14º       | 29'22"85    |                               |
| 2010 | Giochi del Commonwealth | Nuova Delhi | 10000 m piani | Bronzo    | 27'58"58    | Miglior prestazione personale |

## Campionati nazionali
2007
- Oro ai campionati kenioti, 10000 m piani - 28'09"4

2008
- 6º ai campionati kenioti, 10000 m piani - 28'16"45
- 72º ai campionati kenioti di corsa campestre - 41'27"

## Altre competizioni internazionali
2002
- 9º alla Maratona di Firenze ( Firenze) - 2h23'41"

2007
- 12º al Memorial Van Damme ( Bruxelles), 10000 m piani - 28'28"09

2009
- 5º alla Mezza maratona di Berlino ( Berlino) - 1h00'13"
- 4º alla Mezza maratona di Valencia ( Valencia) - 1h01'11"

2010
- 7º alla Zevenheuvelenloop ( Nimega), 15 km - 43'23"

2011
- 10º alla Mezza maratona di Berlino ( Berlino) - 1h02'47"

2012
- 6º al Northern Ireland International Cross Country ( Antrim) - 35'47"

2013
- 10º al Northern Ireland International Cross Country ( Antrim) - 35'32"